# Primula tangutica
Primula tangutica là một loài thực vật có hoa trong họ Anh thảo. Loài này được Duthie miêu tả khoa học đầu tiên năm 1905.